# Санаторий «Кисегач»
Санато́рий «Кисега́ч» — упразднённый в 1942 году посёлок, вошедший в состав города Чебаркуль в Челябинской области России.

## География
Расположен на Южном Урале, на восточном склоне Ильменского хребта, на берегу озера Еловое, вблизи озера Теренкуль.

## История
В 1923 году открыты первые санатории — «Чебаркуль» и «Кисегач».
При санаториях выросли посёлки. Они включены в городскую черту Указом Верховного Президиума РСФСР от 8 мая 1942 года.

## Инфраструктура
Санаторий «Кисегач».
Часовня Александра Невского при пансионате Кисегач.

## Транспорт
Есть пристань, остановки общественного транспорта.